# Яншао
Янша́о (кит. 仰韶文化, пиньинь Yǎngsháo wénhuà) — устоявшееся в прошлом название группы неолитических археологических культур, существовавших на территории Китая (долина средней части реки Хуанхэ) в 5—3-м тысячелетии до н. э.
В октябре 1921 года шведский учёный Юхан Андерсон вместе с китайским учёным Юань Фули и другими начал раскопки в деревне Яншао, расположенной в уезде Мяньчи городского округа Саньмэнься провинции Хэнань Китая, ныне это место называется Реликвии деревни Яншао (кит. упр. 仰韶村遗址). В течение 36 суток на 17 участках работ было обнаружено множество изделий из камня, кости, раковин, керамика. На материале раскопок была выделена древняя культура, которая получила название по месту обнаружения: Яншао. Раскопки в деревне Яншао октября 1921 года считаются отправным пунктом изучения культур неолита Китая и временем зарождения современной китайской археологии.
Одной из отличительных характеристик является расписная керамика.
Понятие «Яншао» используется для обозначения периода (средний неолит) в центральной и восточной частях бассейна Хуанхэ или группы отдельных средненеолитических культур (Баньпо 1, Шицзя, Баньпо 2, Мяодигоу, Чжуншаньчжай 2, Хоуган 1 и др.), которые ранее считались подвидами Яншао. Эти культуры сложились на базе местного раннего неолита и сосуществовали с культурами среднего неолита западной части бассейна Хуанхэ Мацзяяо и бассейна Янцзы, например, Хэмуду или Даси (4400—2700 до н. э.).
Ареал яншаоских культур — среднее течение реки Хуанхэ и её главного притока реки Вэйхэ (полностью или частично на территории современных провинций Шаньдун, Хэбэй, Хэнань, Шаньси, Шэньси, Нинся и Ганьсу). Некоторые ученые считают, что яншаосцы пришли на Хуанхэ с юга. Предполагается, что они говорили на одном из сино-тибетских языков.
Наиболее развитыми ремеслами были производство орудий из камня и кости и гончарное ремесло. Каменные и костяные изделия тщательно полировались, зачастую имели аккуратно просверленные отверстия. Также распространено было ткацкое ремесло.
В конце III тыс. до н. э. группе культур Яншао на смену пришла группа поздненеолитических культур чёрной керамики, которую принято называть Луншань (кит. трад. 龍山, упр. 龙山, пиньинь Lóngshān).

## Керамика
Гончарная посуда, изготовлявшаяся в расположенных за пределами поселений мастерских, оборудованных печами для обжига, отличается изяществом форм, мастерством изготовления, окраской от ярко-красных до оранжево-лимонных тонов, сложным геометрическим и зооморфным орнаментом. Каждому из поселений были присущи собственные зооморфные орнаменты. В отличие от культуры Мацзяяо (пров. Ганьсу), яншаосцы расписывали посуду до обжига, что делало окраску более прочной. Некоторые сосуды культуры Яншао практически невозможно отличить от трипольских

## Поселения
Яншаосцы жили небольшими общинами. Поселение обычно состояло из центрального четырёхугольного здания площадью свыше 100 м², вокруг которого располагались несколько углублённые в землю круглые либо квадратные хижины каркасно-столбовой конструкции со стенами из шестов, обмазанных с внешней стороны смесью глины и соломы, и очажной ямой посередине помещения. Они служили жилищем одной — двум брачным парам. Большое центральное здание, по мнению археологов, могло быть либо зданием для общественных нужд всей общины, либо мужским домом, в котором жили юноши общины. Всё поселение было окружено рвом.

## Языковая принадлежность
Население культуры Яншао некоторые учёные связывает с племенами, которые по гипотезе Старостина говорили на языках сино-кавказской группы и по-видимому мигрировали сюда с запада через Синьцзян и Ганьсу. В VI—V тыс. до н. э. бассейн Хуанхэ и Янцзы, как и более южные районы, был заселён племенами аустрической группы (родственными современным вьетнамцам и малайцам) — создателям хоабиньской культуры. Потомками этих аборигенов являются племена мяо-яо.

## Погребения
На кладбищах, которые располагались вне поселений, хоронили только взрослых членов общины. Детей хоронили в больших глиняных сосудах возле жилищ, в крышках сосудов было отверстие с тем, чтобы душа ребёнка могла покидать свой посмертный дом и возвращаться в него. Взрослых хоронили в грунтовых ямах, в которые клали глиняную посуду и другую утварь. В размерах ям и количестве помещённых в погребения предметов особой разницы не наблюдается, что свидетельствует об отсутствии ярко выраженной имущественной и социальной дифференциации.

## Палеогенетика
Admixture и F4-анализ показывают, что население культуры Луншань имеет некоторую примесь с юга по сравнению с культурой Яншао. В Яншао есть небольшое количество того, что похоже на западноевразийское происхождение.

## Хозяйство
Культуры Яншао характеризуется пойменным земледелием. Главной сельскохозяйственной культурой была чумиза (сорт проса), выращиваемая на плодородных лёссовых почвах без искусственного орошения в связи с тем, что в период Яншао климат был более тёплым и влажным. Для вскапывания земли использовались каменные и деревянные орудия, для сбора урожая — плоские каменные или керамические прямоугольные ножи с отверстиями для ременной или верёвочной петли.
В Яншао занимались охотой и рыболовством. Охотились на оленей, кабаргу, тапиров, бамбуковых крыс. Для рыболовства применялись сети с каменными грузилами, костяные крючки и остроги. В качестве домашних животных яншаосцы разводили свиней и собак.